# ドブレー空爆
ドブレー空爆（ドブレーくうばく）は、2008年3月2日に実施されたアメリカ海軍による巡航ミサイル攻撃のこと。
アメリカ海軍当局は、同地にアルカーイダ指導者が所在しているとして、付近に展開しているアメリカ艦船からトマホーク巡航ミサイルを発射したと報じる。
様々な報告により犠牲者のうち4から6名の村民が死亡した疑いが出てきた。これらの犠牲者が一般市民であるかどうかは不明である。また、村民は航空機からも攻撃を受けたと伝えるが、アメリカ軍当局はミサイル攻撃のみを実行したとしてこの情報を否定している。
アメリカ軍はソマリアにおいてアルカイダと疑わしき目標に対して、2007年1月に2回、同年6月に駆逐艦による巡航ミサイル攻撃を実施している。